# 买买提伊敏·伊敏诺夫
买买提伊敏·伊敏诺夫（1915年—1970年5月17日），男，维吾尔族，新疆阿图什人，中国人民解放军将领、中国人民解放军开国少将。

## 生平
1935年，毕业于迪化水利专科学校。历任新疆省建设厅水利技术员、助理工程师。他曾参加新疆反帝会，担任秘书。
1945年5月初，在玛纳斯河水利工地时，参加三区革命，组织游击队攻克小拐警察所。此后历任三区革命政府土地水利厅副厅长，民族军指挥部政治科、作战科副科长、科长，民族军骑兵团长，民族军总指挥部副参谋长。被授予上校军衔。1946年4月任“人民革命党”中央委员。1947年2月任“新疆民主革命党”中央委员。1949年底，伊敏诺夫率由北疆进南疆的民族军一部，经过冬季行军，抵达阿克苏、温宿，与中国人民解放军第二军五师师直及十四团会师。
中华人民共和国成立后，1950年1月，民族军改编为中国人民解放军第五军，下辖第十三师、第十四师，他担任第五军第十三师师长。1950年2月加入中国共产党，历任南疆军区副司令、中共南疆区委第四书记、南疆行政公署主任。1955年10月，新疆维吾尔自治区成立，他出任新疆维吾尔自治区人民政府副主席，同时获授中国人民解放军少将军衔。1958年受到错误批判及处分。1960年1月自中共中央党校毕业后，继续担任新疆维吾尔自治区人民委员会副主席。1962年伊塔事件发生时，他深入边境地区第一线说服教育群众。
文化大革命中，1970年买买提伊敏·伊敏诺夫遭受迫害致死。1986年10月，中共新疆维吾尔自治区党委报经中共中央批准，撤销1958年及文化大革命中的处分，恢复中国共产党党籍，恢复名誉。遗体迁葬乌鲁木齐市革命烈士陵园。